# (300202) 2006 WE109
(300202) 2006 WE109 es un asteroide perteneciente al cinturón de asteroides, región del sistema solar que se encuentra entre las órbitas de Marte y Júpiter, más concretamente a la familia de Temis, descubierto el 19 de noviembre de 2006 por el equipo del Spacewatch desde el Observatorio Nacional de Kitt Peak, Arizona, Estados Unidos.

## Designación y nombre
Designado provisionalmente como 2006 WE109. 

## Características orbitales
2006 WE109 está situado a una distancia media del Sol de 3,114 ua, pudiendo alejarse hasta 3,662 ua y acercarse hasta 2,566 ua. Su excentricidad es 0,175 y la inclinación orbital 0,332 grados. Emplea 2007,82 días en completar una órbita alrededor del Sol.

## Características físicas
La magnitud absoluta de 2006 WE109 es 16,3. 